# Guamblin

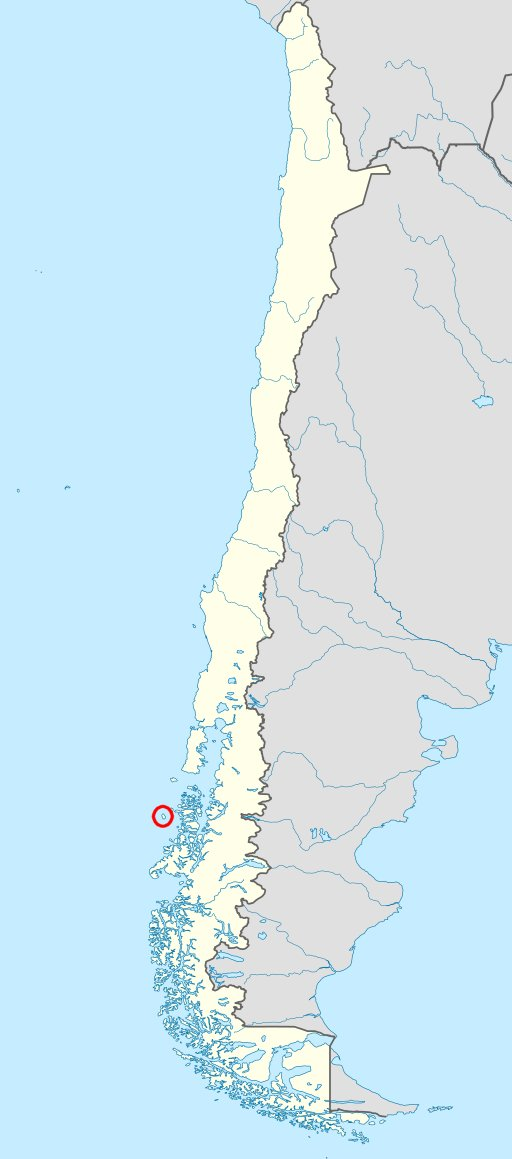
De plaats van Guamblin aan de kust van Chili

Guamblin, ook bekend als Socorro of Nuestra Señora del Socorro is een Chileens eiland in de Grote Oceaan. Het is het meest westelijke eiland van de Chonos-archipel. Guamblin is onderdeel van de gemeente Cisnes, de provincie Aysén en de regio Aysén del General Carlos Ibáñez del Campo. 

## Ligging en afmetingen
Guamblin ligt op circa 30 kilometer van het dichtstbijzijnde andere eiland van de Chonos-archipel en hemelsbreed circa 125 kilometer van het Chileense vasteland. De coördinaten zijn 44°51'Z en 75°05'W. Het eiland is circa 16 km lang (noord-zuid) en circa 8 km breed. De oppervlakte is ongeveer 106 km². De hoogste top is 218 meter hoog.

## Vroege geschiedenis
Guamblin is waarschijnlijk nooit permanent bewoond geweest, maar werd volgens deskundigen vanaf de 13e of 14e eeuw af en toe tijdelijk bewoond door leden van het Chonovolk. Dat was een volk van jager-verzamelaars dat leefde op de eilanden in de omgeving en zich meestal per kano verplaatste.
Tijdens een Spaanse expeditie in de jaren 1557 en 1558 werd het eiland voor het eerst gezien door Europeanen. Francisco Cortés Ojea, de commandant van een van de schepen, noemde het eiland Nuestra Señora del Socorro. Dat is een van de aanduidingen van Maria (moeder van Jezus).

## Een bezoek door een Nederlands schip in 1725
In 1724 rustte de Middelburgsche Commercie Compagnie een expeditie uit naar de westkust van Zuid-Amerika. Aan de expeditie werd deelgenomen door twee fregatten en een kleiner schip. Het doel was na te gaan of de compagnie daar handel zou kunnen drijven. Daarbij werd vooral gedacht aan de rijke zilvermijnen in Peru. Om Spaanse schepen die ze bij Zuid-Amerika zouden kunnen ontmoeten te misleiden, kregen de drie schepen Spaans klinkende namen: Don Carlos, Don Louis en Patache el Mercurio.
De schepen hadden vanaf het begin te kampen met ongunstige wind, ziektes en andere tegenslagen. Twee van de schepen slaagden er niet in Kaap Hoorn te passeren en voeren terug richting Nederland. De Don Louis slaagde daar wel in, maar na de moeizame passage waren veel leden van de bemanning overleden en waren veel anderen ziek. Het schip was lek en er was nauwelijks meer proviand. 
Op 22 mei 1725 ging het schip voor anker bij wat achteraf Nuestra Señora del Socorro bleek te zijn. Er was een krachtige branding, maar met een sloep kon het eiland worden bereikt. Voor zover kon worden nagegaan was het onbewoond. De dagen daarna werden vers water en wilde selderij van het eiland overgebracht naar de Don Louis.
Op 30 mei werd afgesproken dat de hofmeester van het schip, Laurens Wartels, en twee matrozen een nacht in een zelfgebouwde tent op het eiland zouden blijven zodat ze tijd hadden om nog meer groente te verzamelen en zo mogelijk vogels te schieten. Daarmee zou soep kunnen worden gemaakt voor de zieken. De volgende dag stak echter een zware storm op waardoor de meeste ankertouwen van het schip braken. Het werd naar het zuiden gedreven en belandde uiteindelijk in een baai op zo'n 120 kilometer van het eiland. Pas op 26 oktober slaagden enkele bemanningsleden erin om met een kleine boot het eiland weer te bereiken. Bij aankomst vonden ze de geraamten van de drie achtergebleven mannen. Die waren kennelijk bezweken aan honger en kou.
In november, toen de zomer begon, voer de Don Louis naar het noorden. Bij Peru werd het schip in beslag genomen door de Spanjaarden. De expeditie was uitgelopen op een complete mislukking.

## Een olieramp in 1973
In juni 1973 strandde de Liberiaanse olietanker Napier bij Guamblin, waardoor ongeveer 30.000 ton olie lekte. Nadat de bemanning was gered werd de Napier in opdracht van Chili in brand gestoken om verdere vervuiling van het zeewater door de olie in het schip te voorkomen. 

## Nationaal Park
Het eiland Guamblín is in zijn geheel aangewezen als nationaal park (Parque Nacional Isla Guamblín) en daarmee als beschermd natuurgebied. Het wordt beheerd door de Corporación Nacional Forestal. Het doel is de biodiversiteit van de flora en fauna en de ongereptheid van het landschap te beschermen. 
Guamblín is onder andere een broedplaats van de Grauwe pijlstormvogel (Ardenna grisea), maar ook van meeuwen, aalscholvers en eenden. Er is ook een grote kolonie zeeleeuwen. Tussen december en april is de blauwe vinvis te zien, die dan tot ongeveer 100 meter uit de kust komt. 
Het eiland is voor een groot deel bedekt met vegetatie, vooral van groenblijvende oceanische bomen en struiken zoals de Glanzende schijnbeuk (Nothofagus nitida), de Drimys winteri en de Weinmannia trichosperma.

## Toegankelijkheid
Guamblín is zeer moeilijk bereikbaar per boot omdat aanleggen bijna onmogelijk is vanwege de ruwheid van de zee en de rotsachtige kust.